# I Started a Joke / Swan Song

## Közreműködők
- Barry Gibb – ének, gitár
- Robin Gibb – ének
- Maurice Gibb – ének, basszusgitár, zongora
- Vince Melouney – gitár
- Colin Petersen – dob
- stúdiózenekar Bill Shepherd vezényletével
- hangmérnök – John Pantry, Damon Lyon Shaw

## A lemez dalai
- I Started a Joke  (Barry, Robin és Maurice Gibb) (1968), mono 3:03 , ének: Robin Gibb
- Swan Song  (Barry, Robin és Maurice Gibb) (1968), mono 2:58, ének: Barry Gibb

## A kislemez megjelenése országonként
- Franciaország Polydor 421 423

## Top 10 helyezés a világ országaiban
I Started a Joke: #1.: Ausztrália, Új-Zéland, Kanada #2.: Dél-afrikai Köztársaság #3.: Hollandia #4.: Franciaország, #5.: Chile #6.: Amerika